# Фу Най
Фу Най (кит. 傅 鼐; 1677 — 1738) — маньчжурский военачальник, дипломат.

## Биография
Фу Най родился в 1677 году.
В 1734-1738 годах был начальником приграничных комиссий для переговоров с джунгарами. Его помощником был назначен Акдунь. Но его переговоры не дали результата. Некоторое время он также занимал должность исполняющего обязанности главы военного министерства.
В 1738 году был лишен своего звания и отправлен на военную службу, где вскоре скончался.

## Личная жизнь
Фу Най был женат на сестре чиновника Цао Иня.